# Rio delle Acque Striate
Il Rio delle Acque Striate è un torrente della provincia di Alessandria situato all'interno del Parco Naturale Capanne di Marcarolo.

## Percorso
Nasce nel versante piemontese dell'Appennino Ligure sulle pendici del monte Rocca Vergone nel comune di Voltaggio e  percorre circa 5 km prima di immettersi nel torrente Lemme in località Molini, nel comune di Fraconalto.

## Problemi ambientali

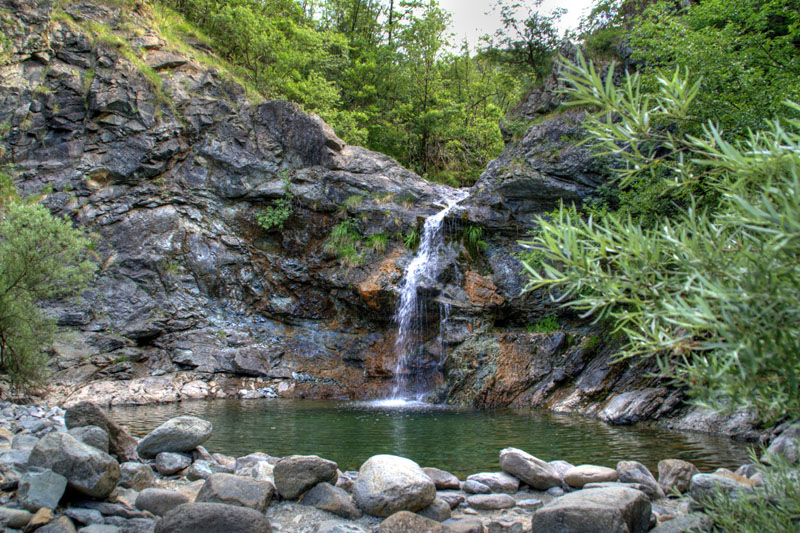
Cascata

Negli anni scorsi la possibile apertura di una cava di marna e la costruzione di un acquedotto da parte di Cementir nel territorio delle Acque Striate ha dato luogo a forti polemiche di carattere politico ambientale. La sua apertura, discussa anche presso la Comunità Europea su interrogazione dell'ex sindaco di Milano Marco Formentini, avrebbe compromesso il delicato equilibrio naturale di quest'area di alto pregio naturalistico e di importanza comunitaria ai sensi della Direttiva 92/43 CEE "Habitat".
Dopo anni di battaglie legali da parte dei comuni di Gavi e Carrosio e dell'Ente Parco delle Capanne di Marcarolo, sostenuti da associazioni ambientaliste e dalla popolazione, il Consiglio di Stato ha sospeso i lavori sul nascere confermando l'assoluta difesa dell'acqua quale interesse pubblico.